# Теорія великої людини

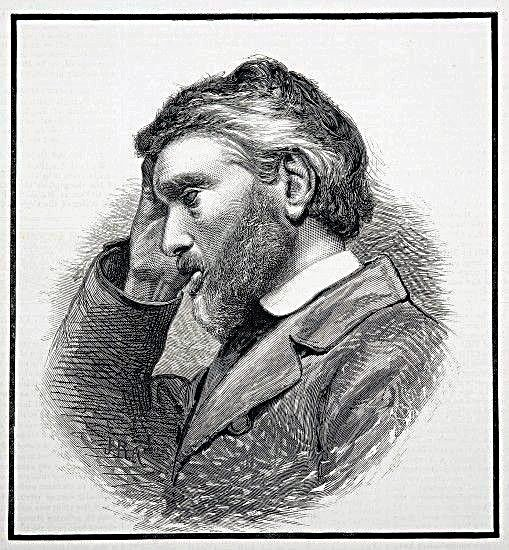
Томас Карлайл

Теорія великої людини — це підхід до вивчення історії, популяризований у 19 столітті, згідно з яким історію можна значною мірою пояснити впливом великих людей або героїв: надзвичайно впливових та унікальних особистостей, які завдяки своїм природним якостям, таким як високий інтелект, героїчна мужність, надзвичайні лідерські здібності або божественне натхнення, мають вирішальний історичний вплив. Ця теорія в першу чергу приписується шотландському есеїсту, історику та філософу Томасу Карлайлу, який у 1840 році прочитав серію лекцій про героїзм, пізніше опублікованих під назвою «Про героїв, поклоніння героям та героїчне в історії», у яких він стверджує:
Всесвітня історія, історія того, чого людина досягла в цьому світі, — це, по суті, історія Великих Людей, які тут працювали. Вони були лідерами людей, цих великих; моделями, взірцями та в широкому сенсі творцями всього, що загалом маса людей намагалася зробити або досягти; Усе, що ми бачимо здійсненим у світі, є, власне, зовнішнім матеріальним результатом, практичним втіленням і реалізацією Думок, що перебували у Великих Людях, посланих у світ: можна справедливо вважати, що душа всієї світової історії була історією цих людей.
Цю теорію зазвичай протиставляють історії народу, яка наголошує на житті мас, що створює приголомшливі хвилі менших подій, що захоплюють із собою лідерів. Іншою протилежною школою є історичний матеріалізм.